# Piz Bardella
Piz Bardella är en bergstopp i Schweiz.   Den ligger i regionen Albula och kantonen Graubünden, i den östra delen av landet, 180 km öster om huvudstaden Bern. Toppen på Piz Bardella är 2 839 meter över havet, eller 187 meter över den omgivande terrängen. Bredden vid basen är 1,3 km.
Terrängen runt Piz Bardella är varierad. Närmaste större samhälle är St. Moritz, 10,6 km öster om Piz Bardella. 
Trakten runt Piz Bardella består i huvudsak av gräsmarker. Runt Piz Bardella är det glesbefolkat, med 14 invånare per kvadratkilometer.